# Майски манифест
„Майският манифест“ е обръщение на Вътрешната македонска революционна организация към македонското население и македонските революционери, подписано на 6 май 1924 година във Виена. Документът апелира към обединение на всички крила на македонското освободително движение в „единен балкански революционен фронт“ и към тясно сътрудничество с Коминтерна. Манифестът прави разлика между „македонския“ и другите балкански народи и поради това този акт се смята днес в Северна Македония, като един от основните жалони по пътя към официалното признаване на отделна македонска нация.

## Предистория
Подписването на манифеста е резултат от политиката на СССР за привличане на македонското революционно движение към общи действия с международното комунистическо движение. По това време СССР се опасява от създаването на антисъветски блок на балканските държави под влияние на Франция. Затова Коминтернът отново отправя поглед към националноосвободителните движения на балканските народи с цел компартиите да ги използват като въоръжени сили срещу балканските държави в борбата им за проваляне на антисъветския блок. Така например Коминтернът провежда линия към разпадане на Югославия, защото е „креатура на френския империализъм“. Същата политика за разпад се поддържа и по отношение на Румъния. Деветоюнският преврат от 1923 година и разгромът на последвалото Септемврийско въстание, в които ВМРО е взела активно участие, ясно показват, че това е сила със сериозен боен потенциал. Затова комунистите правят опит тя да бъде привлечена за съюзник в техните въоръжени метежи. С евентуалното спечелване на ВМРО, БКП би лишила от сериозен съюзник правителството на професор Александър Цанков, потушило жестоко комунистическия бунт.
В началото на 1922 година лявото крило на македонското движение, което се контролира от Коминтерна, започва паралелно на ВМРО да създава своя организационна структура и нелегална мрежа. Често в борбата им срещу ВМРО те са подпомагани и от гръцките и сръбските власти. Идеята е Македонската федеративна организация постепенно да овладее ръководството на освободителното движение в Македония. Междувременно през декември 1923 година в Москва се провежда VI конференция на Балканската комунистическа федерация, на която в доклада на генералния секретар на Коминтерна Васил Коларов за първи път се препоръчва в Македония българите, турците, гърците, сърбите и други народностни групи да се обединят в „македонски народ“. Решенията на конференцията променят политиката на Българската комунистическа партия, която дотогава поддържа, че българският национален въпрос ще се реши като се създадат Добруджанска, Македонска и Тракийска съветска република в рамките на Балканската федерация, в които правата на българите ще бъдат гарантирани. След тази конференция БКП започва да прокарва идеята за формиране на отделни добруджанска, македонска и тракийска народности от българите в тези области.

## Сближаване с Коминтерна
Лидерът на ВМРО Тодор Александров се решава на преговори с Коминтерна под въздействие на редица обстоятелствата. Правителството на Цанков под натиска на Югославия и Гърция започва да се дистанцира от революционната организация. В Югославия и Гърция четите на ВМРО се преследват енергично от властите, които предприемат и масови принудителни изселвания на българското население и заместването му с колонисти. Освен това след подписването на Сплитската спогодба в началото на 1924 година между Италия и Югославия, спира и италианската подкрепа за организацията през Албания. На трето място сред дейците на македонската емиграция в България и сред много от дейците на ВМРО има сериозно олевяване и част от тях преминават към федералистите. Така освен търсене на нови съюзници, преговорите с Коминтерна имат за цел и обединение на фракциите в македонското революционно движение. Останала без сериозна политическа подкрепа, организацията осъществява контакти с болшевиките.
Още през август 1923 година Михаил Монев, зет на Александров и Димитър Влахов, чийто кум е Кръстьо Раковски, посещават Москва. Болшевиките се обявяват за самоопределение на народите и обещават съдействие за освобождаването на Македония и включването ѝ в една бъдеща Балканска федерация, но до споразумение за участие на ВМРО в Септемврийското въстание, така и не се стига. През декември Протогеров подписва декларация за сътрудничество с СССР. От началото на 1924 година във Виена започват нови тайни преговори вече между ЦК на ВМРО, федералистите и представители на съветското правителство. Там македонската делегация се съгласява контролираните от нея депутати на Демократическия сговор от Пиринския край да излязат в опозиция на Цанковото правителство. Подписва се и декларация апелираща за обединение с федералистите. По този повод ЦК на ВМРО връчва официален протест на премиера Александър Цанков във връзка с предприетите през март под натиска на Югославия арести на около 500 дейци на Илинденската организация и на Съюза на македонските братства. Разривът с правителството на Цанков довежда до ускоряване на преговорите между организацията и представителите на Коминтерна и МФО във Виена. На 9 април 1924 година е подписана съвместна декларация, в която са залегнали основите на бъдещото сътрудничество между ВМРО, федералистите и съветското правителство в борбата за освобождението на Македония и образуване на Балканска федерация. Независимо от това, представителят на федералистите на преговорите – Тодор Паница, прави секретно изложение до съветските делегати, в което заявява, че само борбата за пълно унищожение на лъжеавтономистите (ВМРО), оръдия на българската политика на Балканите, може да доведе до единство на македонското освободително движение.

## Подписване
В резултат на тези действия на 9 април 1924 година във Виена представителите на ВМРО Петър Чаулев и Александър Протогеров, на СССР и Коминтерна Соломон Голдщайн-Черски, на БКП Никола Харлаков и Филип Атанасов от Македонската федеративна организация подписват декларация за сътрудничество. На 29 април 1924 година тримата представители на ЦК на ВМРО, които са се събрали във Виена, като се солидаризират с постигнатото дотогава в преговорите, подписват декларация „За обединението на македонското освободително движение и приобщаването на ВМРО към общобалканския революционен фронт“. На 30 април ЦК на ВМРО и ЦК на МФО подписват и протокол за обединение на македонското революционна движение. В него се декларира, че двете организации се помиряват и се ориентират към създаване на единен балкански фронт и към сътрудничество с балканските компартии и СССР. Протоколът предвижда обединението на двете организации да стане на общ конгрес, свикан според устава и правилника на ВМРО. В този смисъл организацията скъсва всякакви връзки и със софийското правителство и обявява че ще води борба с неговата политика. Тези няколко документа, създадени от двете организации с активното посредничество на съветските представители не са предвидени за публикуване. Поради това ЦК на ВМРО решава да оповести чрез манифест за станалото помирение и принципите, на които то се основава. И тъй като Тодор Александров бърза да отпътува от Виена за Лондон в присъствието на Димитър Влахов упълномощава останалите двама членове на ЦК да подпишат от негово име манифеста. Предварителният текст на манифеста обаче е обсъден и одобрен от тримата членове на ЦК на организацията още преди заминаването на Тодор Александров. Александров упълномощава екипа да преговоря, но „без да бързат да подписват“. След неговото отпътуване преговарящите вероятно се съгласяват на допълнителни компромиси по отношение исканията на Коминтерна. Така Александър Протогеров и Петър Чаулев като редовни членове подписват документа на 6 май 1924 година, включително с пълномощно от името на Александров. В самия документ ВМРО поема задължението да води борба за освобождаването и обединяването на Македония като:
| „ | независима и самостоятелно управляваща се държава. | “ |

За целта тя ще се опира на силите на македонското население, „крайните прогресивно-революционни движения в Европа и на Балканите“ и подкрепата на СССР. Така се постига обединение с федералистите, включително и с ренегатите на преминалия на сръбска служба Стоян Мишев. Крайната цел е определена – включването на Македония като равноправен член на Балканската федерация. В манифеста не се говори за българи в Македония, а цялото население на областта е обявено за поробен „македонски народ“, който може да се смята за „самостоятелна политическа единица на Балканите“. ВМРО се обявява и против трите трите държави, които са си поделили Македония – Гърция, Сърбия и България. Постигнато е споразумение манифеста да не се публикува веднага, а това да бъде направено по-късно при подходящи външно и вътрешнополитически обстоятелства.

## Публикуване
След близо двумесечно отсъствие, на 5 юни 1924 г. Тодор Александров се завръща в България. Но още със стъпването си на българска земя той телеграфира на Димитър Влахов да не се публикува манифестът и да не започва издаването на уговорения общ вестник „Балканска федерация“. Александров настоява и за нова среща с Чаулев и Влахов в София. Манифестът наистина не е публикуван, но става ясно, че Александров се готви да се откаже от подписа си под него. Това води до тежък конфликт в ЦК на ВМРО, като Чаулев и Влахов държат на документа, а генерал Протогеров е с неясна позиция. В началото на юли 1924 година във Виена се провеждат нови разговори между Коминтерна и ВМРО, но без резултат. Междувременно на V конгрес на Коминтерна, проведен между 17 юни и 8 юли в Москва също за пръв път вече не се говори за българи в Македония. Използва се неопределеното понятие „македонци“, без обаче да се има предвид отделна народност. На 18 юли 1924 година манифестът е публикуван във Виена от Димитър Влахов със съгласието на Чаулев в специално издадените за целта първи броеве на списание „Федерасион Балканик“ и вестник „Илинден“. След публикуването последва грандиозен скандал, като от Протогеров, който е генерал и член на Военната лига са поискани обяснения и той е заплашен дори с физическа разправа. В резултат двамата с Александров оттеглят подписите си на 1 август 1924 година. На 2 август те издават окръжно № 771 на ЦК, в което се заявява, че
| „ | … ние предпочитаме да съществува независима България, даже управлявана от авантюристи като Стамболийски, отколкото да бъде окупирана от гърци, сърби и ромъни… ВМРО е национална организация, в която зема участие цялото македонско население без разлика на партийни убеждения, националност, религия… ВМРО не може да излиза с никакви комунистически позиви, манифести и пр. | “ |

На 5 август ЦК на ВМРО излиза с декларация № 772, публикувана във вестник „Пряпорец“, в която се заявява, че:
| „ | Ала по повод слуховете, че ВМРО в международната си политика се е определила на страната на Съветска Русия и Третия интернационал и едва ли не е станала тяхно оръдие, за да се бори за селски работнически правителства в България, Югославия и Гърция, Централният комитет в допълнение на по-раншната си декларация заявява: Вътрешната македонска революционна организация не може да служи на никоя държава и на никоя партия в която и да е държава... Що се отнася до България, Централният комитет като заявява, че не е работа на ВМРО да се меси във вътрешния ѝ политически живот, но че ще се бори с всички сили и средства против враговете ѝ... счита, че е време щото всички политически партии и фактори да разберат какво ВМРО е единствено компетентна да насочва своята дейност в преследване идеала си – свободна и независима Македония. Това се налага още повече от обстоятелството, че най-голямо участие в освободителното движение взимат македонските българи, поради простата причина, че те са най-притеснените и най-многобройни в поделената и поробена страна. | “ |

Но вече е късно, ВМРО и ръководството ѝ са изгубили доверието не само на българското правителство, а и на политическите сили. Левите ги смятат за нелоялен съюзник, а десните за агенти на Коминтерна. Организацията изпада в още по-дълбока криза. След окръжното на ВМРО е организирана още една последна среща с Коминтерна във Виена на 5 август. Направен е опит за продължаване на отношенията, но при определени условия. Срещата отново се проваля. Тогава Васил Коларов в шифрограма до ЦК на БКП, препоръчва скъсване с Александров и неговите привърженици, понеже са български националисти. С това Коминтерна дава неофициална инструкция за отстраняване на Тодор Александров и създаване на ново ръководство на ВМРО от ляво настроени дейци. При тази ситуация група активисти начело с Алеко Василев и Георги Атанасов, организират заговор срещу Тодор Александров и той е убит на 31 август край село Сугарево в присъствието на Протогеров, който е оставен жив.
- Ръкопис на Декларацията на ЦК на ВМРО от 5 август

## Последици
Убийството на Александров и последвалите акции на отмъщение от страна на десницата окончателно разцепват освободителното движение. Новият ръководител на организацията Иван Михайлов налага еднолично управление и прекъсва връзките с левите. Той организира убийствата на договорилите манифеста Петър Чаулев и Тодор Паница, а в 1928 година и на генерал Протогеров. За да се спаси Влахов остава в Западна Европа, а по-късно емигрира в СССР. Майският манифест предизвиква смут в правителството на Цанков, което обвинява ВМРО в „болшевизъм“ и „предателство“. Западните държави с тревога виждат в това засилване на комунистическите позиции на Балканите и се дистанцират от подкрепа за македонското революционно движение.
На основата на принципите на Майския манифест през октомври 1925 година във Виена Димитър Влахов, който след скандала е изключен от ВМРО, заедно с други дейци на лявото крило, по-голямата част от които по-късно стават комунисти, организира учредяването на ВМРО (обединена). Постепенно, идеите на организацията еволюират в съответствие с тези на Коминтерна и БКП.
Междувременно, поради поредната промяна в международните отношения, СССР сменя външната си политика и БКП прокарва нова линия на поведение. Пред явната вече германска заплаха СССР търси сближение с досегашния враг Франция и нейните съюзници Югославия и Румъния. Снемат се лозунгите за разпадане на Югославия и Румъния. Популяризира се широко правото на самоопределение на народите. Това намира отражение в решенията на IV разширен пленум на ЦК на БКП през 1933 година, на който се декларира отказ от идеята за Балканска федерация и се издигат идеи за национално освобождение на Добруджа, Тракия и Македония и техните народи. В статия озаглавена „За националния въпрос“ във вестник „Работническо дело“ от 4 декември 1933 година се излага официалното становище на БКП, а то е че Тракия, Македония и Добруджа са чужди земи, чиито народи империалистическа България иска да завладее, за да ги подложи на колониална експлоатация. Така се стига и до инициирането от ВМРО (обединена) и лично от Влахов, който е станал паралелно и член на БКП, на Резолюцията на Коминтерна по Македонския въпрос и ВМРО (об.), която цели признаване правото на самоопределение на отделен македонски народ. Текстът на документа е подготвен от Балканската комунистическа федерация и е одобрен в Москва на 11 януари 1934 година от Изпълнителния комитет на Коминтерна, с което за първи път авторитетна международна организация официално признава съществуването на славянски македонски народ.